# Sandfrölöpare
Sandfrölöpare (Harpalus smaragdinus) är en skalbaggsart som först beskrevs av Caspar Erasmus Duftschmid 1812.  Sandfrölöpare ingår i släktet Harpalus, och familjen jordlöpare. Arten är reproducerande i Sverige.